# Districte de La Rochelle
El Districte de La Rochelle és un dels cinc districtes del departament francès del Charente Marítim, a la regió de la Nova Aquitània. Té 15 cantons i 57 municipis. El cap del districte és la sotsprefectura de La Rochelle.

## Cantons
cantó d'Ars-en-Ré - cantó d'Aytré - cantó de Courçon - cantó de La Jarrie - cantó de Marans - cantó de La Rochelle-1 - cantó de La Rochelle-2 - cantó de La Rochelle-3 - cantó de La Rochelle-4 - cantó de La Rochelle-5 - cantó de La Rochelle-6 - cantó de La Rochelle-7 - cantó de La Rochelle-8 - cantó de La Rochelle-9 - cantó de Saint-Martin-de-Ré

## Evolució demogràfica
| Evolució de la població INSEE |      |      |      |      |      |      |      |      |
| 1793                          | 1800 | 1806 | 1821 | 1831 | 1836 | 1841 | 1846 | 1851 |
| -                             | -    | -    | -    | -    | -    | -    | -    | -    |

| 1856 | 1861 | 1866 | 1872 | 1876 | 1881 | 1886 | 1891 | 1896 |
| ---- | ---- | ---- | ---- | ---- | ---- | ---- | ---- | ---- |
| -    | -    | -    | -    | -    | -    | -    | -    | -    |

| 1901 | 1906 | 1911 | 1921 | 1926 | 1931 | 1936 | 1946   | 1954    |
| ---- | ---- | ---- | ---- | ---- | ---- | ---- | ------ | ------- |
| -    | -    | -    | -    | -    | -    | -    | 95.140 | 111.111 |

| 1962    | 1968    | 1975    | 1982    | 1990    | 1999    | 2006 | 2011 | 2016 |
| ------- | ------- | ------- | ------- | ------- | ------- | ---- | ---- | ---- |
| 124.422 | 135.045 | 150.007 | 159.924 | 166.011 | 184.728 | -    | -    | -    |

| 2019 | - | - | - | - | - | - | - | - |
| ---- | - | - | - | - | - | - | - | - |
| -    | - | - | - | - | - | - | - | - |

Histograma

(elaborat per Wikipèdia)